# American Committee for the Liberation of the Peoples of Russia
L'American Committee for the Liberation of the Peoples of Russia (ACLPR, AMCOMLIB), en français : Comité américain pour la libération des peuples de Russie, également connu sous le nom d'American Committee for Liberation from Bolshevism (Comité américain pour la libération du bolchevisme), est une organisation anticommuniste américaine fondée en 1950 qui œuvrait pour l'abolition du gouvernement soviétique. Elle faisait partie du projet QKACTIVE de la CIA.
Le premier président d'AMCOMLIB était le journaliste Eugene Lyons. Nicolas Abramtchik était le représentant d'un comité de coordination d'organisations représentant six minorités ethniques non russes (Ukrainiens, Géorgiens, Azéris, Caucasiens du Nord, Arméniens et Biélorusses), fondé en Europe pour représenter les réfugiés non russes désireux d'associer leurs activités à AMCOMLIB.
L'ALCPR fonde en 1953 le radiodiffuseur anticommuniste Radio Liberation, connu plus tard sous le nom de Radio Liberty. Basée à Lampertheim, dans la Hesse, en Allemagne, elle diffusait des programmes en langue russe vers l'URSS tout en recevant des fonds du Congrès américain. Pendant ce temps, les autorités soviétiques tentaient de brouiller leurs émissions. En 1973-1976, Radio Liberty fusionne avec Radio Free Europe/Radio Liberty, basée au Jardin anglais de Munich. Après la révolution de Velours en 1995, Radio Free Europe/Radio Liberty (RFE/RL) s'installe sur la place Venceslas à Prague.  